# 백현서
백현서 (1984년 3월 14일 ~ )은 대한민국의 배우이다.

## 드라마
- 2007년 SBS 수목 드라마 마녀유희 ... 박희정 역
- 2009년 SBS 대하사극 자명고 ... 송수지련 역

## 영화
- 2008년 드라마 영화 무방비도시 ... 뉴스 앵커 역

## CF
- 2006년 오리온 이구동성
- 2006년 롯데음료 장오
- 2007년 삼성 하우젠

## MV
- 2006년 김종국 & SG워너비 - 바람만바람만
- 2008년 마이티마우스 - 사랑해